# Carolina Tohá

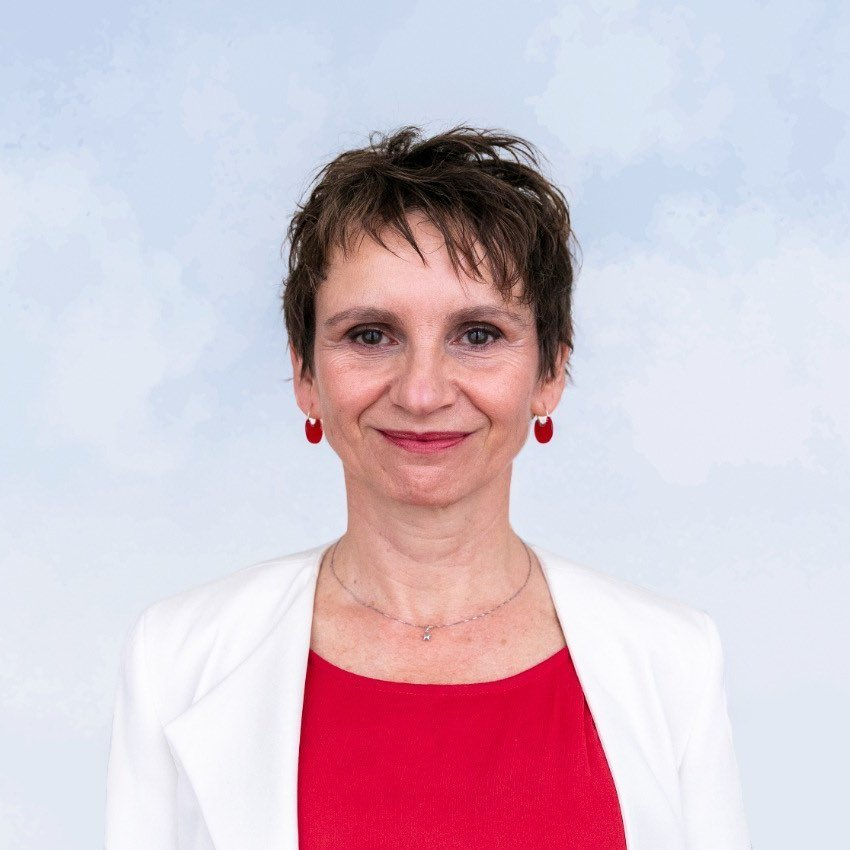
Carolina Tohá (2022)

Carolina Monserrat Tohá Morales (* 12. Mai 1965 in Santiago de Chile) ist eine chilenische Politikerin (PPD), die unter anderem im Kabinett Bachelet I 2009 Ministerin und Generalsekretärin der Regierung sowie zwischen 2012 und 2016 Bürgermeisterin von Santiago war. Seit 2022 ist sie im Kabinett Boric Ministerin für Inneres und öffentliche Sicherheit und zeitweilig Vizeregierungschefin. Zur Präsidentschaftswahl in Chile 2025 geht sie als Präsidentschaftskandidatin ihrer Partei ins Rennen.

## Leben
Carolina Monserrat Tohá Morales stammte aus einer Politikerfamilie. Ihr Vater José Tohá González (1927–1974) war während der Amtszeit von Staatspräsident Salvador Allende zwischen 1970 und 1972 zunächst Innenminister sowie von 1972 bis 1973 Verteidigungsminister und wurde während der Militärdiktatur 1974 ermordet, während ihre Mutter die Diplomatin Victoria Morales Etchevers (* 1936) ist, die zwischen 1990 und 1994 Botschafterin in Honduras sowie von 2001 bis 2006 Botschafterin in El Salvador war. Ihr Onkel und jüngere Bruder ihres Vaters, Jaime Manuel Tohá González (* 1938), war während der Amtszeit Allendes 1973 Landwirtschaftsminister und bekleidete unter anderem nach dem Ende der Militärdiktatur 1990 verschiedene weitere Ministerämter. Ihre Cousine María Soledad Tohá Veloso (* 1965) fungierte zwischen 2006 und 2008 als Intendantin der Región del Biobío. Sie selbst absolvierte ein Studium der Rechtswissenschaften an der Universidad de Chile und beteiligte sich dort an der Wiedergründung der Föderation der Studenten Chiles FECH (Federación de Estudiantes de la Universidad de Chile), deren Vizepräsidentin sie war. Sie absolvierte zudem ein Studium der Politikwissenschaft an der Universität Mailand.

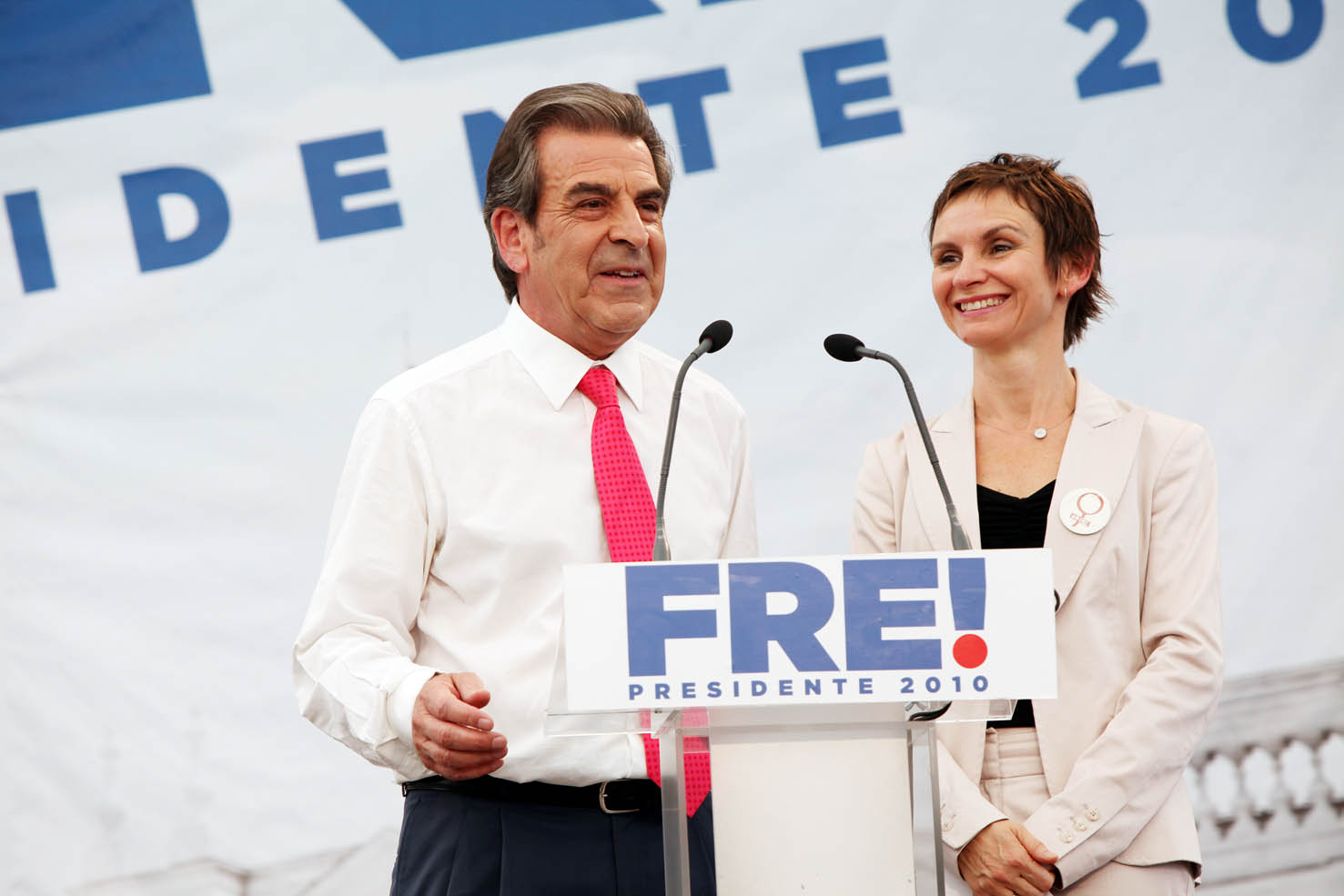
Eduardo Frei stellt Carolina Tohá als neue Wahlkampfmanagerin vor

Carolina Tohá, die Mitglied der am 15. Dezember 1987 gegründeten Partei für Demokratie PPD (Partido por la Democracia) ist, war während der Amtszeit von Staatspräsident Ricardo Lagos zwischen dem 11. März 2000 und dem 23. Mai 2001 Unterstaatssekretär im Regierungsamt (Subsecretaria General de Gobierno). Am 11. März 2002 wurde sie für die PPD Mitglied der Abgeordnetenkammer (Cámara de Diputados), der zweiten Kammer des chilenischen Nationalkongresses, und vertrat in dieser bis zum 12. März 2009 den Wahlkreis N° 22 Santiago. Im Kabinett Bachelet I löste sie am 12. März 2009 ihren Parteifreund Francisco Vidal Salinas als Ministerin und Generalsekretärin der Regierung (Ministra Secretaria General de Gobierno) ab und bekleidete dieses bis zum 14. Dezember 2009, woraufhin Pilar Armanet ihre Nachfolge antrat. Während der Präsidentschafts- und Parlamentswahl in Chile 2009/2010 fungierte sie als Wahlkampfmanagerin des Kandidaten des Wahlbündnisses Koalition der Parteien für die Demokratie (Concertación de Partidos por la Democracia) und ehemaligen Staatspräsidenten Eduardo Frei Ruiz-Tagle, der in der Stichwahl am 17. Januar 2010 mit 3.367.790 Stimmen (48,4 Prozent) gegen Sebastián Piñera, den Kandidaten des rechtsgerichteten Parteienbündnisses Auf geht’s Chile (Chile Vamos) unterlag, auf den 3.591.182 Stimmen (51,6 Prozent) entfielen.
Carolina Tohá war zwischen 2010 und 2010 als erste Frau Mitglied des PPD-Präsidiums und war daraufhin als Nachfolgerin von Pablo Zalaquett vom 6. Dezember 2012 bis zu ihrer Ablösung durch Felipe Alessandri am 6. Dezember 2016 Bürgermeisterin (Alcaldesa) der Gemeinde Santiago. Im Zuge einer Regierungsumbildung übernahm sie am 6. September 2022 als Nachfolgerin von Izkia Siches im Kabinett Boric den Posten als Ministerin für Inneres und öffentliche Sicherheit (Ministra del Interior y Seguridad Pública).
Carolina Tohá war zwischen 2005 und 2010 mit Fulvio Rossi (* 1970) verheiratet, der für die Sozialistische Partei Chiles (PS) von 2002 bis 2010 Mitglied der Abgeordnetenkammer sowie zwischen 2010 und 2018 Mitglied des Senats (Senado de la República de Chile) war.